# 紀州藩
紀州藩（日语：／ Kishū han */?）是日本江戶時代的一個藩，又稱為紀伊藩、和歌山藩。位於紀伊國，藩廳是和歌山城（今和歌山縣和歌山市）。藩主是紀州德川家，與水戶藩及尾張藩合稱御三家，石高55萬石，位居全國第五。

## 藩史

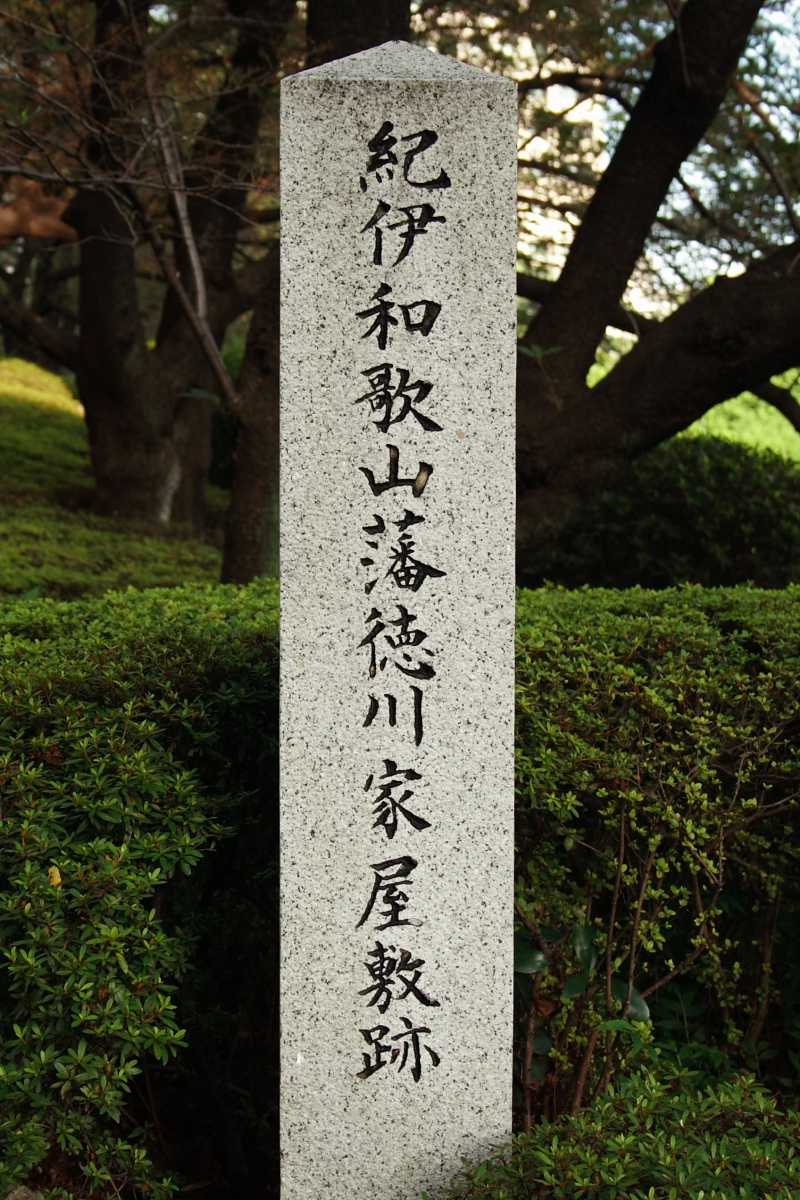
紀伊和歌山藩德川家屋敷跡石碑。

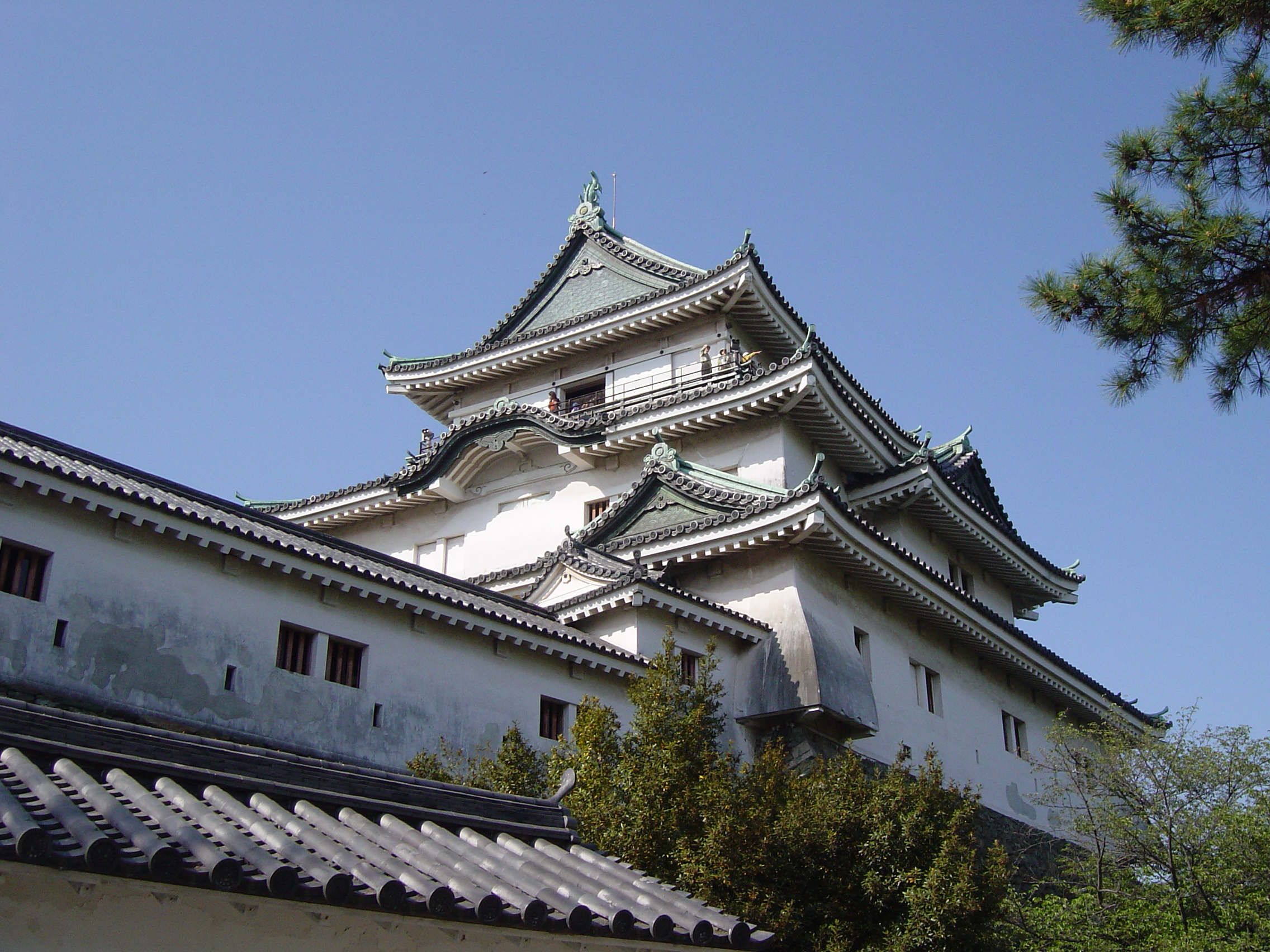
紀州藩藩廳和歌山城

安土桃山時代，由桑山氏管治，1601年（慶長六年）被移封到大和國新庄藩。紀州藩最初的藩主是淺野氏，淺野氏統治期間，曾經在大坂之役期間爆發紀州一揆，淺野軍採取措施鎮壓。1619年，廣島藩的福島正則因得罪幕府而移封到其他領地，淺野氏長晟移封到廣島藩，新入藩的是家康十男賴宣，石高是55萬5千石。
賴宣著手進行領地改革招募不少浪人為藩工作，改建和歌山城，解決浪人過剩的問題，又實行地士制度，對國人實行懷柔政策。1651年由井正雪曾偽造賴宣的文書，但被幕府發現，正雪最後被處死。
在第三任藩主綱教和第四任藩主賴織先後上任不久而過身。由賴方上任，上任後改名為吉宗。吉宗再次整頓領地，簡化藩政、將10萬兩葬儀綱教及賴織的費用還給幕府，停止發行藩札等措施。1716年，第七任將軍家繼8歲病逝，幕府失去了家康的直系子孫（不過館林藩主松平清武是家康直系子孫，但因為年老而且本人無意成為將軍），幕府決定讓吉宗成為幕府將軍。
第八代藩主重倫30歲被幕府革職，被迫隱居。第九代藩主治貞實行節儉政策，與熊本藩的細川重賢共稱為「紀州的麒麟、肥後的鳳凰」。
第十三代藩主慶福（後來改名為家茂）與一橋派的鬥爭取得勝利，成為了幕府第十四代將軍。江戶幕府滅亡後，藩士津田出及陸奧宗光實行藩政改革，構思徵兵令，設置軍務局。影響了明治政府的徵兵方針。
1871年廢藩置縣時成為了和歌山縣，紀伊國東部部份領地成為三重縣的領地。而藩主/知事德川茂承獲明治政府頒發侯爵。

## 藩主

### 淺野家
外樣37萬6千石
1. 淺野幸長（1601年-1613年）
2. 淺野長晟（1613年-1619年）

### 紀州德川家
親藩55萬5千石
1. 德川賴宣（1619年-1667年）
2. 德川光貞（1667年-1698年）
3. 德川綱教（1698年-1705年）
4. 德川賴職（1705年）
5. 德川吉宗（1705年-1716年）
6. 德川宗直（1716年-1757年）
7. 德川宗將（1757年-1765年）
8. 德川重倫（1765年-1775年）
9. 德川治貞（1775年-1789年）
10. 德川治寶（1789年-1824年）
11. 德川齊順（1824年-1846年）
12. 德川齊彊（1846年-1849年）
13. 德川慶福（1849年-1858年）
14. 德川茂承（1858年-1869年）

## 支城
- 松坂城
- 田丸城

## 家老
- 附家老

安藤家（1868年設立紀伊田邊藩獨立）
水野家（1868年設立紀伊新宮藩獨立）
- 城代家老

久野氏
- 一門家老

安房正木氏

## 支藩
- 伊予國西條藩：初代藩主是德川賴宣三男賴純。